# Andrzej Pieścicki
Andrzej Pieścicki (ur. 31 stycznia 1939 w Środzie Wielkopolskiej, zm. 4 marca 2000 w Poznaniu) – działacz klubu sportowego „Polonia” Środa Wielkopolska oraz Polskiego Związku Hokeja na Trawie, prezes Okręgowego Związku Hokeja na Trawie w Poznaniu międzynarodowy sędzia w hokeju na trawie.

## Edukacja i życie prywatne
Był synem Kazimierza i Heleny z Abramowiczów. W Środzie ukończył szkołę podstawową, a w późniejszym okresie Technikum Przemysłu Drzewnego w Jarocinie. Zawodowo pracował w średzkich firmach: Spółdzielni Stolarskiej PBRol, RSW Prasa i Książka „Ruch” oraz Powszechnej Spółdzielni Spożywców „Społem”. Jego żoną była Irena z domu Nogalska. Mieli syna Przemysława. Zmarł 4 marca 2000 roku w Poznaniu. Pochowany na cmentarzu parafialnym w Środzie Wielkopolskiej.

## Działalność sportowa
Od 1958 roku zaczął działać w klubie sportowym „Polonia” Środa Wielkopolska, głównie w sekcji hokeja na trawie. W 1964 roku został działaczem Okręgowego Związku Hokeja na Trawie w Poznaniu, a od 1976 roku także w Polskim Związku Hokeja na Trawie Równocześnie w 1973 roku rozpoczął karierę sędziowską w tej dyscyplinie sportowej. W 1978 roku został sędzią międzynarodowym. Sędziował mecze hokeja na trawie w Polsce i 13 krajach zagranicznych. Powołano go również na stanowisko prezesa Okręgowego Związku Hokeja na Trawie w Poznaniu.

## Działalność polityczna
W latach 70, był radnym Miejskiej Rady Narodowej w Środzie Wielkopolskiej i działał w komisji oświaty, kultury i spraw socjalnych.

## Odznaczenia
Za swą działalność społeczną był odznaczony Złotą Odznaką KS „Polonia” Środa Wlkp., Srebrną i Złotą odznaką „Zasłużony Działacz Kultury Fizycznej”, Srebrną i Złotą Odznaką Polskiego Związku Hokeja na Trawie oraz Srebrnym i Złotym Krzyżem Zasług.

## Memoriał im. A. Pieścickiego
Począwszy od 2001 roku w Środzie Wielkopolskiej corocznie odbywa się Międzynarodowy Memoriał w hokeju na trawie imienia Andrzeja Pieścickiego.